# Kostussläktet
Kostussläktet (Costus) är ett växtsläkte i familjen kostusväxter med cirka 80 arter från  subtropiska och tropiska områden. Några arter odlas ibland som krukväxter i Sverige.